# Надеждинка (Северо-Казахстанская область)
Наде́ждинка (каз. Надеждинка) — село в Тайыншинском районе Северо-Казахстанской области Казахстана. Входит в состав Мироновского сельского округа. Находится примерно в 6 км к северо-востоку от города Тайынша, административного центра района, на высоте 160 метров над уровнем моря. Код КАТО — 596064600.

## Население
В 1999 году численность населения села составляла 187 человек (101 мужчина и 86 женщин). По данным переписи 2009 года, в селе проживало 150 человек (78 мужчин и 72 женщины).